# Araucanía (region)
Región de la Araucanía är en av Chiles totalt 16 administrativa regioner och är i sin tur uppdelad i två provinser: Malleco i norr och Cautín i syd. Araucanía innehar nummer nio i regionsräkningen och benämns ofta som La novena region (Den nionde regionen). Temuco är den regionala huvudstaden men här finns även andra viktiga städer, såsom Angol och Villarrica.
Araucanía inneslöts inte i det chilenska styret förrän på 1880-talet när de sista Mapuche-rörelserna nedgjordes, både militärt och politiskt. Det var först då som chilenska och europeiska immigranter slog sig ner i området.
Under perioden 1900-1930 steg befolkningen i Araucanía markant, likaså gjorde ekonomin trots att resten av landet befann sig i en lågkonjunktur.

## Provinser och kommuner
Regionen består av 2 provinser:
- Provincia de Cautín, huvudstad Temuco
- Provincia de Malleco, huvudstad Angol

Regionen består av totalt 38 kommuner. Bland dessa finns:
- Angol
- Carahue
- Cholchol
- Collipulli
- Cunco
- Curacautín
- Curarrehue
- Ercilla
- Freire
- Galvarino
- Gorbea
- Lautaro
- Loncoche
- Lonquimay
- Los Sauces
- Lumaco
- Melipeuco
- Nueva Imperial
- Padre Las Casas
- Perquenco
- Pitrufquén
- Pucón
- Renaico
- Saavedra
- Temuco
- Teodoro Schmidt
- Toltén
- Traiguén
- Victoria
- Vilcún
- Villarrica

## Historia
I dessa områden har mapuchefolket bott i flera år; först fick de kämpa mot kolonisatörerna (spanjorer) och sedan mot Chiles regering.
Den 30 augusti 2008 inleddes de värsta skyfallen i området på 30 år; flera personer skadades, några omkom, och bostäder, vägar och odlingsbar mark förstördes .